# Michael Copon
Michael Sowell Copon (Chesapeake, 13 november 1982) is een Amerikaans acteur, model en zanger van Filipijnse afkomst. Na zijn modellenwerk kreeg hij in 2001 zijn eerste rol als Lucas Kendall  (alias de blauwe ranger) in Power Rangers: Time Force.

## Filmografie
*Exclusief televisiefilms
- A Perfect Vacation (2014)
- Killer Holiday (2013)
- Music High (2012)
- 247°F (2011)
- BoyBand (2010)
- Elektra Luxx (2010)
- Night of the Demons (2009)
- Dark House (2009)
- The Scorpion King 2: Rise of a Warrior (2008)
- Bring It On: In It to Win It (2007)
- Dishdogz (2006)
- All You've Got (2006)
- Power Rangers Time Force: Dawn of Destiny (2002)
- Power Rangers Time Force: The End of Time (2002)
- Power Rangers Time Force: Photo Finish (2001)
- Power Rangers Time Force - Quantum Ranger: Clash for Control (2001)

## Televisieseries
*Exclusief eenmalige verschijningen
- Beyond the Break - Vin Keahi (2006-2009, 21 afleveringen)
- Greek - Shane (2008, twee afleveringen)
- One Tree Hill - Felix Taggaro (2004-2005, twaalf afleveringen)
- Power Rangers Wild Force - Blue Time Force Ranger / Lucas Kendall (2002, twee afleveringen)
- Power Rangers: Time Force - Blue Time Force Ranger / Lucas Kendall (2001, veertig afleveringen)

- Bibsys: 11030863
- Biblioteca Nacional de España: XX4814545
- Bibliothèque nationale de France: cb141663592 (data)
- International Standard Name Identifier: 0000 0000 8379 7596
- Library of Congress Control Number: no2010159602
- Nederlandse Thesaurus van Auteursnamen: 352181311
- Virtual International Authority File: 46970632
- WorldCat: E39PBJmtwHjWJjYpHMtjJ7WVYP